# توم شكسبير
توم شكسبير (بالإنجليزية: Tom Shakespeare)‏ هو عالم اجتماع وعالم وراثة بريطاني، ولد في 11 مايو 1966.

## وصلات خارجية
- توم شكسبير على موقع IMDb (الإنجليزية)
- توم شكسبير على موقع ميوزك برينز (الإنجليزية)